# Attus flavicruris
Attus flavicruris är en spindelart som beskrevs av William Joseph Rainbow 1897. Attus flavicruris ingår i släktet Attus och familjen hoppspindlar. Inga underarter finns listade.